# World Coming Down
World Coming Down (с англ. — «Мир рушится») — пятый студийный альбом американской дум/готик-метал группы Type O Negative, выпущенный в 1999 году. Этот альбом не стал, как предыдущий, уходом к более мелодичному и спокойному звучанию, наоборот, он стал гораздо мрачнее и грязнее в звучании.
После окончания очередного успешного мирового турне в поддержку October Rust Type O Negative начали запись нового (пятого) студийного альбома. За время, прошедшее с выхода October Rust, Питер Стил пережил несколько смертей близких ему людей. Стил пережил сильную депрессию и на какое-то время ушёл в запой и стал принимать наркотики. Во время прохождения курса по наркотической и алкогольной реабилитации его бросила подруга, с которой он жил пару лет. Питер разбивает лицо мужу этой женщины, и его сажают в Райкерс, тюрьму на Род Айленде, до возвращения в реабилитационный центр. Всё это нашло своё отражение в новом альбоме под названием World Coming Down, выпущенном в 1999 году. По сравнению с довольно светлым как по звучанию, так и по текстам October Rust, на World Coming Down звучание стало более мрачным и депрессивным, звучание стало более «думовым», напоминая первый альбом Slow, Deep & Hard. Тексты песен рассказывают о мрачных настроениях автора: смерть, наркотики, депрессия и самоубийство. Песни с альбома с характерными названиями «Everyone I Love is Dead», «Everything Dies» и «World Coming Down» показывают состояние Стила. Интерлюдии между песнями стали более атмосферными и пугающими. Даже с таким крайне мрачным и тёмным звучанием, World Coming Down поднялся 39-ю строчку в списке 200 самых популярных альбомов Billboard.

## Список композиций
Все песни написаны Питером Стилом, кроме отмеченных.
1. «Skip It» — 0:11
2. «White Slavery» — 8:21
3. «Sinus» — 0:53
4. «Everyone I Love Is Dead» — 6:11
5. «Who Will Save the Sane?» — 6:41
6. «Liver» — 1:42
7. «World Coming Down» — 11:10
8. «Creepy Green Light» — 6:56
9. «Everything Dies» — 7:43
10. «Lung» — 1:36
11. «Pyretta Blaze» — 6:57
12. «All Hallows Eve» — 8:35
13. «Day Tripper (medley)» — попурри из песен The Beatles — 7:02
  - «Day Tripper» (Джон Леннон, Пол Маккартни)
  - «If I Needed Someone» (Джордж Харрисон)
  - «Day Tripper» (повтор)
  - «I Want You (She's So Heavy)») (Леннон — Маккартни)

## Участники записи
- Питер Стил — вокал, бас-гитара
- Кенни Хики — гитара, бэк-вокал
- Джош Сильвер — клавишные, бэк-вокал
- Джонни Келли — ударные, бэк-вокал